# Занфірівка
Занфі́рівка — село в Україні, у Приютівській селищній громаді Олександрійського району Кіровоградської області. Населення становить 48 осіб.

## Населення
Згідно з переписом УРСР 1989 року чисельність наявного населення села становила 65 осіб, з яких 21 чоловік та 44 жінки.
За переписом населення України 2001 року в селі мешкало 48 осіб.

### Мова
Розподіл населення за рідною мовою за даними перепису 2001 року:
| Мова       | Відсоток |
| ---------- | -------- |
| українська | 97,92 %  |
| російська  | 2,08 %   |

## Відомі люди
Уродженцем села є Герой Радянського Союзу О. Д. Барвінський (1924–1999).